# Biggie (singel)
Biggie – singel polskiej supergrupy OIO, promujący album studyjny OIO. Singel został wydany 14 maja 2021.
Nagranie otrzymało w Polsce status złotej płyty.

## Geneza utworu i historia wydania
Piosenka została napisana i skomponowana przez Adama Wiśniewskiego, Igora Ośmiałowskiego, Miłosza Stępienia oraz Oskara Kamińskiego.
Singel ukazał się w formacie digital download 14 maja 2021 w Polsce za pośrednictwem wytwórni płytowej 2020. Piosenka została umieszczona na albumie studyjnym OIO – OIO.

## Lista utworów
- Digital download[3]

1. „Biggie” – 3:02

## Certyfikaty
| Kraj          | Certyfikat  |
| ------------- | ----------- |
| Polska (ZPAV) | złota płyta |